# Ioan Botiș
Ioan-Nelu Botiș (n. 1 mai 1967, Lupeni, România) este un politician din România, deputat în Parlamentul României în legislatura 2008–2010 și ministru al muncii în guvernul Emil Boc începând cu 3 septembrie 2010.

## Activitatea
Botiș s-a născut în orașul minier Lupeni, și a absolvit cursurile Politehnicii din Cluj-Napoca, după care a lucrat ca inginer la Combinatul de Utilaj Greu din același oraș. În 1992 a lansat propria afacere, SC Ateliere Botiș SRL care a activat până în 2000.
Și-a început activitatea politică în partidul ecologist.
La alegerile locale din 2000, Botiș a fost ales în consiliul local al orașului Bistrița pe listele Partidului Social Democrat, iar din 2001 a fost viceprimar al acestui oraș.
Între 2004 și 2008 a îndeplinit funcția de director executiv al AJOFM Bistrița-Năsăud, perioadă în care a obținut diploma de master în studii europene de la Universitatea Babeș-Bolyai. În septembrie 2007 a contribuit la înființarea organizației „Euroactiv Bistrița”, unde soția sa era acționar și ulterior consultant. Organizația se ocupă cu plasarea forței de muncă în străinătate și organizarea de cursuri de reconversie socială; sediul ei este la adresa de domiciliu a familiei Botiș.
În 2008 s-a înscris în Partidul Democrat Liberal. În acel an a candidat la alegerile legislative și a fost ales deputat într-un colegiu din județul Bistrița-Năsăud. În primul an de mandat, a semnat 24 de propuneri legislative. În contextul remanierii guvernului Boc, a fost numit la 3 septembrie 2010 ministru al muncii în acest executiv.
În luna martie a anului următor, televiziunea Antena 3 a publicat un material prin care releva conflictul de interese ce rezultă din faptul că organizația la care soția lui Botiș era acționar derula activități de formare profesională în timp ce acesta era director la AJOFM. Ulterior, în presă au apărut noi informații din care rezultă că Euroactiv Bistrița a obținut un contract cu finanțare europeană la două săptămâni după ce Ioan Botiș a fost numit ministru. Deși soția lui Botiș s-a retras oficial din acționariatul organizației Euroactiv Bistrița, ea a continuat activitatea în colaborare cu aceasta în calitate de consultat și a înființat împreună cu alți acționari ai ei organizația „Șansa la demnitate”, același nume cu proiectul obținut în septembrie 2010. Activitățile de consultanță pentru Euroactiv i-au adus soției lui Botiș venituri în valoare de 8400 de lei lunar. În lumina acestor dezvăluiri, la data de 20 aprilie 2011 și-a depus demisia din funcția de ministru.
Înainte de a-și da demisia, Botiș a emis un ordin prin care bloca accesul la toate informațiile din contractele de finanțare POSDRU, inclusiv la cele din proiectul în care era implicată soția sa.
Ulterior, în 10 mai 2011, ministrul interimar al Muncii, Emil Boc, a anunțat că a abrogat ordinul lui Botiș.